# Tomáš Jurčo
Tomáš Jurčo (Košice, 28 dicembre 1992) è un hockeista su ghiaccio slovacco.

## Carriera
Dal 2009 al 2012 ha giocato con i Saint John Sea Dogs. Per due stagioni, dal 2012 al 2014, ha militato in AHL con i Grand Rapids Griffins.
Nell'annata 2013/14 è approdato in NHL con i Detroit Red Wings, dove è rimasto fino al 2017, eccezion fatta che per un periodo ai Grand Rapids Griffins (AHL) nel 2015/16.
Nella stagione 2016/17 ha giocato con i Chicago Blackhawks in NHL, mentre in quella seguente ha indossato la casacca dei Rockford IceHogs, prima di riaccasarsi ai Chicago Blackhawks.
Con la nazionale slovacca ha preso parte a tre edizioni dei campionati mondiali (2015, 2016 e 2018).